# Place du Tertre
Place du Tertre – plac położony w paryskiej 18 dzielnicy. Place du Tertre stanowi serce oraz centrum Montmartru, leżąc niedaleko bazyliki Sacré-Cœur oraz kabaretu Lapin Agile.
Na co dzień plac jest zapełniony licznymi artystami oraz tłumami turystów zwiedzających Montmartre. Place du Tertre jest znany jako kolebka skupiająca artystów sztuki modernistycznej. W XX wieku w okolicach placu mieszkało wielu znanych a także biednych malarzy w tym m.in. Pablo Picasso oraz Maurice Utrillo.
L'Espace Salvador Dali jest to muzeum poświęcone Salvadorowi Dalí, znajduje się jedynie kilka metrów od centrum Place du Tertre.

## Metro
Najbliższą stacją paryskiego metra znajdująca się w pobliżu Place du Tertre jest Abbesses oraz Anvers.